# Farula rainieri
Farula rainieri är en nattsländeart som beskrevs av Milne 1936. Farula rainieri ingår i släktet Farula och familjen Uenoidae. Inga underarter finns listade i Catalogue of Life.